# Anda (Pangasinan)
Anda (Bayan ng Anda) är en kommun i Filippinerna. Kommunen ligger på ön Luzon, och tillhör provinsen Pangasinan. Folkmängden uppgår till 32 833 invånare.

## Barangayer
Anda är indelat i 18 barangayer.
| - Awile - Awag - Batiarao - Cabungan - Carot - Dolaoan - Imbo - Macaleeng - Macando-candong | - Mal-ong - Namagbagan - Poblacion - Roxas - Sablig - San Jose - Siapar - Tondol - Tori-tori |